# Јакоби
Јакоби (енгл. Yakobi Island) је острво САД које припада савезној држави Аљасци. Површина острва износи 212 ². Према попису из 2000. на острву је живело 0 становника.